# Quist aracnoidal
Els quists aracnoidals són col·leccions de líquid cefalorraquidi coberts per cèl·lules aracnoidals i col·lagen que es poden desenvolupar entre la superfície de l'encèfal i la base cranial o a la membrana aracnoidal, una de les tres capes meníngies que cobreixen el sistema nerviós central. Els quists aracnoidals primaris són un trastorn congènit, mentre que els quists aracnoidals secundaris són el resultat d'un traumatisme cranioencefàlic. La majoria dels casos de quists primaris comencen durant la infància; tanmateix, l'inici es pot retardar fins a l'adolescència.

## Signes i símptomes
Els pacients amb quists aracnoidals poden no tenir mai símptomes, fins i tot en alguns casos en què el quist és gran.
Els símptomes varien segons la mida i la ubicació dels quists, tot i que els quists petits no solen donar símptomes i només es descobreixen casualment.